# Usofila pacifica
Usofila pacifica is een spinnensoort in de taxonomische indeling van de Telemidae. De wetenschappelijke naam van de soort werd voor het eerst geldig gepubliceerd in 1894 door Banks.